# Buschhornblattwespen
Die Buschhornblattwespen (Diprionidae) sind eine Familie der Pflanzenwespen (Symphyta). Ihre Larven entwickeln sich auf Nadelbäumen. Einige Arten sind gefürchtete Forstschädlinge. Insgesamt sind etwa 90 Arten bekannt.

## Merkmale
Es handelt sich um relativ kleine Blattwespen (ca. 5 bis 10 mm lang). Bestes Erkennungsmerkmal und namengebend ist der Bau der Fühler. Diese bestehen aus einer unterschiedlichen Anzahl (14 bis 32) kurzer Glieder, die bei den Weibchen an der Außenseite zahnförmig („gesägt“), bei den Männchen breit lamellenförmig („gefiedert“ oder „gekämmt“) erweitert sind. Die vergrößerte Fühleroberfläche der Männchen dient zur Suche der Weibchen mittels Pheromonen. Die Männchen sind in der Regel kleiner und besitzen mehr Fühlerglieder als die Weibchen. Der Kopf ist immer kurz. Der Körperbau ist meist relativ kompakt und gedrungen, vor allem der breit am Rumpf ansitzende Hinterleib ist meist ebenfalls sehr kurz. In den meisten anderen Merkmalen ähneln die Buschhornblattwespen den Echten Blattwespen (Tenthredinidae), mit denen sie nahe verwandt sind. Weitere Merkmale betreffen den Bau der Beine (die Hüften (Coxen) der Hinterbeine berühren einander in der Körpermitte) und des Flügelgeäders (Radialzelle ohne Querader). Die Flügel sind glasklar und meist mit auffallendem Flügelmal (Pterostigma) am Vorderrand. Der Legebohrer (Ovipositor) der Weibchen ist relativ kurz und überragt nicht das Hinterleibsende.

## Larven

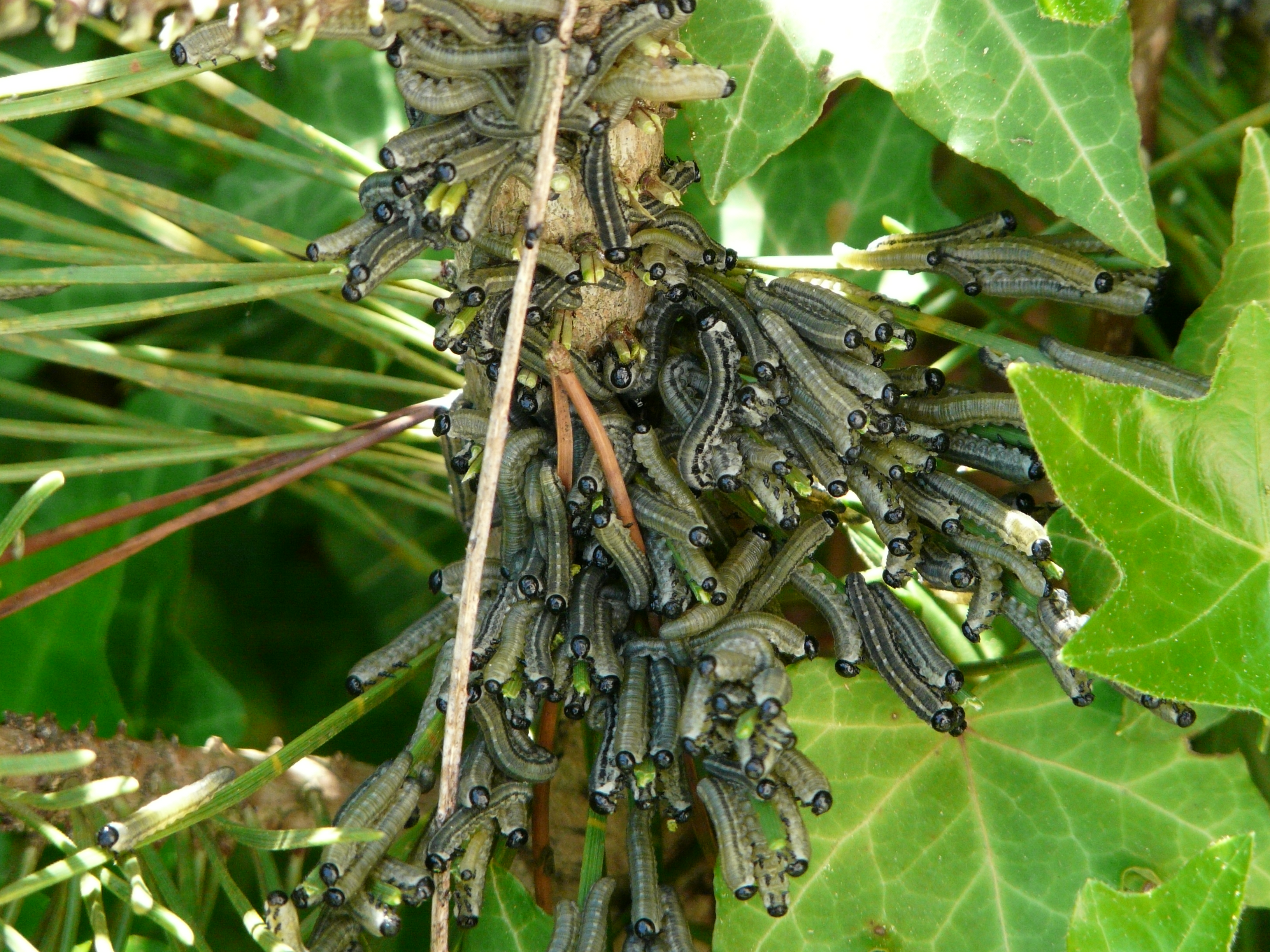
Larven von Neodiprion sertifer

Die Larven der Buschhornblattwespen ähneln in der Körpergestalt Schmetterlingsraupen, sie sind 17 bis 30 mm lang. Der Körper ist weichhäutig mit Ausnahme einer runden oder ovalen Kopfkapsel. Am Kopf sitzen sehr kurze, dreigliedrige Antennen. An den Kopfseiten sitzt ein Larvenauge (Stemma oder Ocularium) mit einer Linse. Die Labialpalpen sind drei-, die Maxillarpalpen viergliedrig. Die Oberlippe (Labrum) ist, ähnlich wie bei den Echten Blattwespen, in der Mitte eingedrückt und asymmetrisch geformt, die darunter liegenden, kräftigen Mandibeln sind ebenfalls asymmetrisch mit rechts und links unterschiedlicher Anzahl Zähne. Am Thorax sitzen drei Paar Beine mit fünf Gliedern und einer großen Klaue. Am Hinterleib sitzen Scheinfüßchen an den Segmenten zwei bis acht und am zehnten. Die Körpersegmente sind deutlich durch Wülste geringelt. Die Larven der Buschhornblattwespen sind häufig bunt und kontrastreich gezeichnet. Sie sind z. B. grün mit weißen Längsstreifen (Gilpinia) oder dunkel mit gelben Flecken (Diprion), die Kopfkapsel ist hellbraun oder schwarz. Die Larven sitzen frei und ohne Gespinste auf ihren Nährpflanzen, oft in großen Gruppen.

## Lebensweise
Bei allen Arten fressen die Larven an den Nadeln von Nadelbäumen. Die Imagines nehmen, eventuell mit Ausnahme von ein wenig Wasser oder Honigtau, überhaupt keine Nahrung auf. Die Larven fressen in der Regel an einer einzigen Baumart (monophag) oder einer Gattung (oligophag). Je nach Art sind dies entweder Kiefern- (Pinus), Fichten- (Picea) oder Wacholderarten (Juniperus). Die Larven erscheinen je nach Art von Anfang Mai bis Mitte Juni, sie bevorzugen meist ältere, vorjährige Nadeln, bei wenigen Arten den Neuaustrieb. Sie wachsen recht rasch heran, wobei sie sich zwischen fünf- und siebenmal häuten. Die Larven fressen einzeln, bei vielen Arten aber in großen Vergesellschaftungen. Bei Bedrohung nehmen sie eine charakteristische, „U“-förmige Schreckstellung ein. Die ausgewachsenen Larven lassen sich zu Boden fallen und verpuppen sich auf der Bodenoberfläche oder in der Streuschicht, in einem robusten, meist doppelwandigen Kokon, den das letzte Larvenstadium mit seinen Labialdrüsen spinnt. Aus den Kokons schlüpft im nächsten Frühjahr nur ein Teil der Wespen. Andere überliegen zwei oder sogar drei Jahre und schlüpfen erst dann aus. Die meisten Arten besitzen eine Generation pro Jahr, bei einigen Arten können lokal auch zwei Generationen auftreten.

## Verbreitung
Alle Arten leben auf der Nordhalbkugel in gemäßigtem (temperaten) oder kaltem (borealen) Klima. Einige Arten kommen bis in die Subtropen vor, keine in den Tropen oder auf der Südhalbkugel.

## Wirtschaftliche Bedeutung

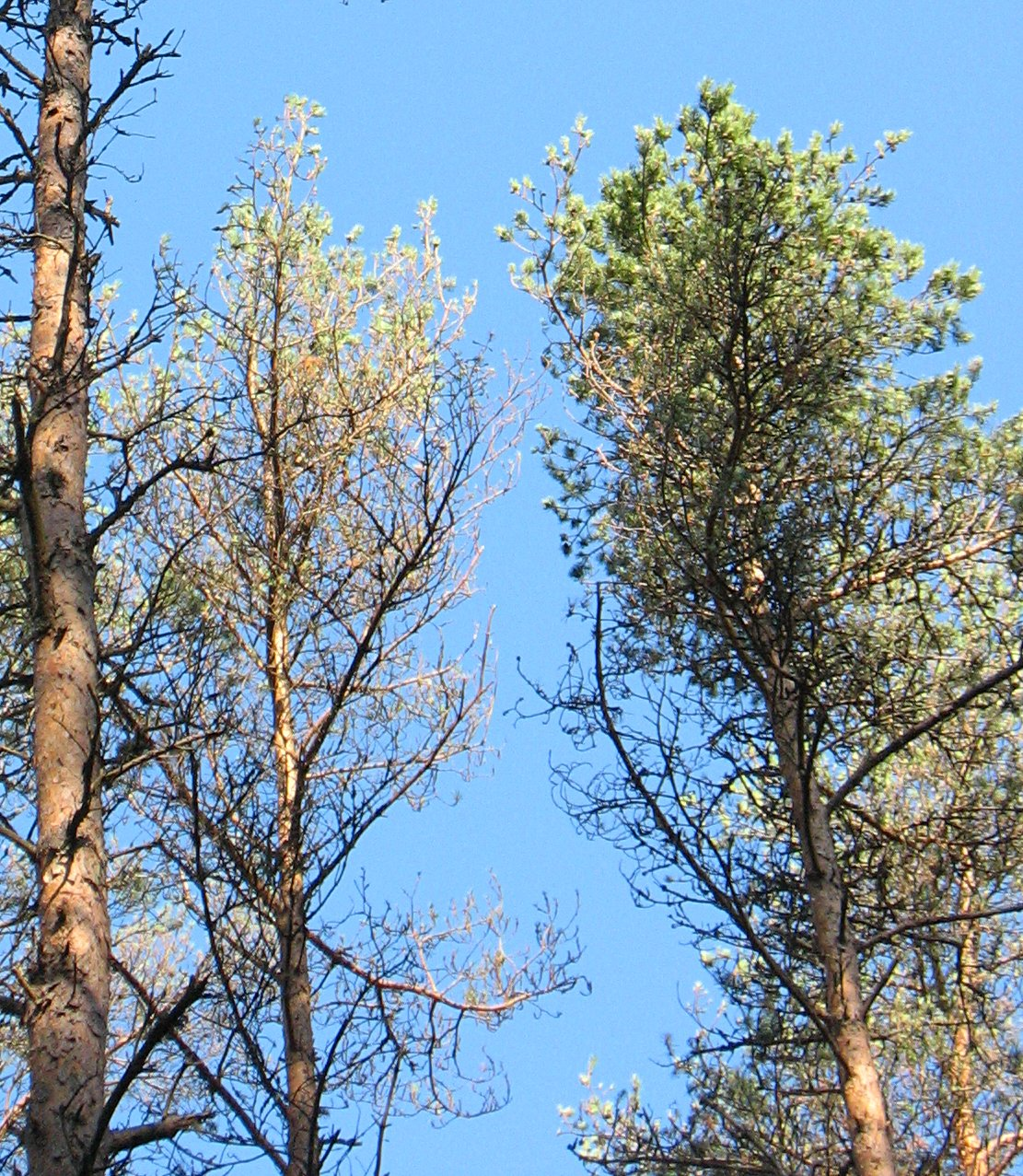
Fraßschäden durch Neodiprion sertifer-Larven an Kiefern

Einige Arten sind gefürchtete Forstschädlinge, die ganze Wälder kahl fressen können. Kahlfraß tritt besonders bei Kiefern (Arten: Neodiprion sertifer, Diprion pini, Gilpinia frutetorum), seltener bei Fichten (vor allem Gilpinia hercyniae) auf. Einige Arten sind durch den Menschen in Gebiete außerhalb ihres natürlichen Areals verschleppt worden, so z. B. Gilpinia hercyniae nach England und nach Nordamerika. Die Schäden außerhalb des natürlichen Verbreitungsgebiets sind z. T. deutlich größer als im Ursprungsareal. Nach der Einschleppung von Gilpinia hercyniae wurde in einem frühen Versuch der biologischen Schädlingsbekämpfung schon in den 1930er Jahren versucht, natürliche Antagonisten, vor allem parasitoide Hautflügler, einzuführen. Dabei wurden durchaus einige Erfolge erzielt, einige Schlupfwespenarten wurden eingebürgert und trugen zur Populationsbegrenzung bei. Einen viel größeren Effekt hatte allerdings eine Viruserkrankung, die mit Zuchtmaterial völlig unbeabsichtigt und zunächst unbemerkt mit eingeschleppt worden war.

## Systematik
Die Buschhornblattwespen sind Pflanzenwespen der Überfamilie Tenthredinoidea. Wahrscheinlich sind sie die Schwestergruppe der Echten Blattwespen (Tenthredinidae). Eine Ansicht sieht in ihnen nur eine Unterfamilie der Echten Blattwespen.
In Deutschland kommen folgende Arten vor:
- Unterfamilie Monocteninae
  - Monoctenus juniperi (Linne, 1758). An Wacholder, vor allem im Gebirge, im Flachland selten. Rote Liste 3 (gefährdet)
  - Monoctenus obscuratus (Hartig, 1837). An Wacholder, im Gebirge. Möglicherweise synonym zu M. juniperi. Rote Liste 3 (gefährdet)
- Unterfamilie Diprioninae
  - Diprion pini (Linne, 1758). An Kiefern.
  - Diprion similis (Hartig, 1834). An Kiefern.
  - Gilpinia abieticola (Dalla Torre, 1894). An Fichten.
  - Gilpinia frutetorum (Fabricius, 1793). An Kiefern.
  - Gilpinia hercyniae (Hartig, 1837). An Fichten.
  - Gilpinia laricis (Jurine, 1807). An Waldkiefer.
  - Gilpinia pallida (Klug, 1812). An Waldkiefer.
  - Gilpinia polytoma (Hartig, 1834). An Fichten.
  - Gilpinia socia (Klug, 1812). An Kiefern.
  - Gilpinia variegata (Hartig, 1834). An Waldkiefer.
  - Gilpinia virens (Klug, 1812). An Waldkiefer.
  - Macrodiprion nemoralis (Enslin, 1917). An Waldkiefer.
  - Microdiprion pallipes (Fallen, 1808). An Kiefern.
  - Neodiprion sertifer (Geoffroy, 1785). An Kiefern.

## Belege